# هاري دبليو. براون
هاري دبليو. براون هو عسكري كندي، ولد في 10 مايو 1898 في Gananoque ‏ في كندا، وتوفي في 17 أغسطس 1917 في Méharicourt ‏ في فرنسا.